# Chobotovci
Chobotovci (Scalidophora = Cephalorhyncha) jsou skupinou mořských bentických živočichů s tělem rozděleným na vychlípitelný chobot (introvert), krátký „krk“ a vlastní trup. Introvert nese koncová ústa a je kryt kruhy přívěsků zvaných skalidy. Jsou duté, s pórem na špičce a vyplněny smyslovými buňkami. Mozek je ve špičce introvertu.

## Seznam kmenů
- hlavatci (Priapulida)
- rypečky (Kinorhyncha)
- korzetky (Loricifera)

Novější molekulární fylogenetické analýzy však ukazují, že jsou korzetky pravděpodobně sesterskou skupinou k Panarthropoda; chobotovce by proto bylo nutné brát jako nepřirozenou, polyfyletickou skupinu, nebo do nich korzetky neřadit.